# Gentleman of the Bedchamber
Il Gentleman of the Bedchamber (poi conosciuto come Lord of the Bedchamber) era il detentore di un'importante officio della Real Casa inglese sin dall'XI secolo, poi passato in uso anche al Regno di Gran Bretagna per poi mutare nel Regno Unito.

## Descrizione e funzioni
A differenza di quanto accadrà poi con i Lord of the Bedchamber, i Gentleman erano personaggi provenienti perlopiù dai nobili di alto rango che regolavano l'accesso al monarca da parte dei cortigiani, raccogliendo le richieste di audizione e le problematiche da esporre.
Inoltre altro compito basilare era quello di assistere il re nella sua vestizione, di curare il suo guardaroba e di far da guardia alla camera da letto del re, nonché di fargli compagnia.
Dal 1660 l'incarico di primo Gentleman of the Bedchamber venne combinato con quello di Groom of the Stole.

## Gentlemen of the Bedchamber di Carlo II d'Inghilterra (1660–1685)
- 1650–1657 & 1661–1667 & 1667–1674: George Villiers, II duca di Buckingham
- 1652–1677: William Crofts, I barone Crofts
- 1660–1679: Charles Gerard, I conte di Macclesfield
- 1660– Sir J. Granville
- 1660–1665: Thomas Wentworth, V barone Wentworth
- 1660–1673: John Maitland, II conte di Lauderdale
- 1660–1677: William Cavendish, I marchese di Newcastle (Duca di Newcastle-upon-Tyne dal 1665)
- 1660–?: George Monck, I duca di Albemarle
- 1660–1666: James Butler, I marchese di Ormonde (Duca di Ormonde dal 1661)
- 1660–?: Mountjoy Blount, I conte di Newport
- 1661–?: Charles Stewart, III duca di Richmond
- 1662–1685: Henry Cavendish, visconte Mansfield (Duca di Newcastle dal 1676)
- 1665–1681: James Howard, III conte di Suffolk
- 1666–1681: Robert Montagu, visconte Mandeville (conte di Manchester dal 1671)
- 1666–1680: Thomas Butler, VI conte di Ossory
- 1667–1680: John Wilmot, II conte di Rochester
- 1669–1685: Charles Sackville, Lord Buckhurst
- 1672–1683 (extra) & 1673–1682: John Sheffield, III conte di Mulgrave
- 1673–?: Christopher Monck, II duca di Albemarle
- 1673–1674: Lionel Cranfield, III conte di Middlesex
- 1673–1674 (extra) & 1674–?: Robert Spencer, II conte di Sunderland
- 1674–1685: Robert Bertie, III conte di Lindsey
- 1677–?: Aubrey de Vere, XX conte di Oxford
- 1679–?: Richard Jones, I conte di Ranelagh
- 1679–1682 (extra) & 1682–1685: James Hamilton, conte di Arran
- 1680–?: Peregrine Osborne, visconte Latimer
- 1680–1685: Thomas Lennard, I conte del Sussex
- 1682–1685: Louis de Duras, II conte di Feversham (extra)
- 1683–1685: Edward Lee, I conte di Lichfield
- 1685: Thomas Bruce, Lord Bruce

## Gentlemen of the Bedchamber di Giacomo, duca di York, poi re Giacomo II (1685–1688)
- 1673–?: John Churchill, I barone Churchill
- 1685–1687: Charles Seymour, VI duca di Somerset
- 1685–1688: Thomas Bruce, II conte di Ailesbury
- 1685–1688: Edward Lee, I conte di Lichfield
- 1685–1688: Henry Somerset, I duca di Beaufort
- 1685–1688: James Butler, conte di Ossory
- 1685–?: John Sheffield, III conte di Mulgrave
- 1685–1688: Louis de Duras, II conte di Feversham
- 1687–?: George Douglas, I conte di Dumbarton
- 1688: George FitzRoy, I duca di Northumberland
- 1688: James Cecil, IV conte di Salisbury

## Gentlemen of the Bedchamber di Guglielmo III d'Inghilterra (1689–1702)
- 1689–1697: Charles Mordaunt, I conte di Monmouth
- 1689–1699: James Butler, II duca di Ormonde
- 1689–?: Hon. H. Sydney
- 1689–?: Aubrey de Vere, XX conte di Oxford
- 1689–?: John Churchill, I barone Churchill
- 1689–?: Richard Lumley, II visconte Lumley (Conte di Scarbrough dal 1690)
- 1689–1700: Henry Sydney, I conte di Romney
- 1689–?: John Holles, IV conte di Clare
- 1689–?: James Douglas, conte di Drumlanrig
- 1689–1702: Charles Douglas, II conte di Selkirk
- 1691–1702: Algernon Capell, II conte di Essex
- 1692–1693: Charles Granville, visconte Granville
- 1692–1702: Robert Sutton, II barone diLexinton
- 1697–1702: Charles Boyle, IV visconte Dungarvan (Conte di Cork e Burlington dal 1698)
- 1699–1702: Charles Butler, I conte di Arran
- 1699–1702: James Hamilton, IV duca di Hamilton
- 1700–1702: Charles Howard, III conte di Carlisle
- 1701–1702: Wriothesley Russell, II duca di Bedford
- 1701–1702: Arnold van Keppel, I conte di Albemarle

## Gentlemen of the Bedchamber del Principe Giorgio di Danimarca (1702–1708)
- 1703–1705: Scroop Egerton, IV conte di Bridgwater
- 1704–?: Thomas Fane, Vi conte di Westmorland
- 1706–1708: Thomas Howard, VI barone Howard di Effingham
- 1708: Henry Clinton, VII conte di Lincoln
- ?–?: Archibald Primrose, I conte di Rosebery

## Gentlemen of the Bedchamber di Giorgio I di Gran Bretagna (1714–1727)
- 1714–1716: Henry Grey, I duca di Kent
- 1714–1716: Charles Boyle, IV conte di Orrery
- 1714–1717: Charles FitzRoy, II duca di Grafton
- 1714–1721: John Carteret, II barone Carteret
- 1714–1722: Charles Montagu, IV conte di Manchester (Duca di Manchester dal 1719)
- 1714–1723: Charles Lennox, I duca di Richmond
- 1714–1727: James Berkeley, III conte di Berkeley
- 1714–1727: Henry Clinton, VII conte di Lincoln
- 1714–1727: John Dalrymple, II conte di Stair
- 1714–1727: Charles Douglas, II conte di Selkirk
- 1716–1723: Francis Godolphin, II conte di Godolphin
- 1716–1727: George Hamilton, I conte diOrkney
- 1717–1727: John Sidney, VI conte di Leicester
- 1717–1726: Henry Bentinck, I duca di Portland
- 1717–1727: Henry Lowther, III visconte Lonsdale
- 1719–1721: Edward Rich, VII conte di Warwick
- 1719–1721: Robert Darcy, III conte di Holderness
- 1719–1727: Scroop Egerton, IV conte di Bridgwater (Duca di Bridgwater dal 1720)
- 1719–?: Peregrine Bertie, marchese di Lindsey
- 1720–?: Charles Douglas, III duca di Queensberry
- 1720–1723: Anthony Grey, conte di Harold
- 1721–1723: James Stuart, II conte di Bute
- 1721–1727: John Manners, III duca di Rutland
- 1721–1727: William Montagu, II duca di Manchester
- 1722–1727: Talbot Yelverton, I conte del Sussex
- 1723–?: Henry Roper, VIII barone Teynham
- 1723–1727: Charles Townshend, Lord Lynn
- 1723–?: James Waldegrave, I conte Waldegrave
- 1725–?: John West, VII barone De La Warr
- 1726–1727: Charles Lennox, II duca di Richmond
- 1727: James Hamilton, V duca di Hamilton

## Gentlemen of the Bedchamber di Giorgio, principe di Galles, poi re Giorgio II di Gran Bretagna (1714–1760)
- 1714–1721: John Hamilton, III Lord Belhaven e Stenton
- 1714–1722: Charles Paulet, III duca di Bolton
- 1714–1735: Henry Herbert, Lord Herbert (Conte di Pembroke dal 1733)
- 1715–1730: Philip Stanhope, IV conte di Chesterfield
- 1719–1736: Henry Paget, Lord Paget
- 1722–1751: Willem van Keppel, II conte di Albemarle
- 1727–1730: Henry Scott, I conte di Deloraine
- 1727–?: William Capell, III conte di Essex
- 1727–1733: James Hamilton, V duca di Hamilton
- 1727–1739: Charles Douglas, II conte di Selkirk
- 1727–?: Lord William Manners
- 1727–?: Hugh Fortescue, XIV barone Clinton
- 1727–?: James Waldegrave, I conte Waldegrave
- 1731–1752: John Murray, II conte di Dunmore
- 1733–1755: John Poulett, II conte Poulett
- 1733–1747: William Clavering-Cowper, II conte Cowper
- 1735–1751: Simon Harcourt, II visconte Harcourt (Conte Harcourt dal 1749)
- 1737–?: Charles Bennet, II conte di Tankerville
- 1738–1743: Charles Spencer, III duca di Marlborough
- 1738–1755: William Nassau de Zuylestein, IV conte di Rochford
- 1738–1751: Charles Beauclerk, II duca di St Albans
- 1738–1760: Thomas Belasyse, IV visconte Fauconberg (Conte Fauconberg dal 1756)
- 1739–1760: Robert Montagu, III duca di Manchester
- 1741–1751: Robert Darcy, IV conte di Holderness
- 1741–?: Evelyn Pierrepont, II duca di Kingston-upon-Hull
- 1743–1752: James Waldegrave, II conte Waldegrave
- 1743–1760: Henry Clinton, IX conte di Lincoln
- 1748–1760: John Ashburnham, II conte di Ashburnham
- 1751–1760: Francis Seymour-Conway, I conte di Hertford
- 1751–1756: William FitzWilliam, II conte FitzWilliam
- 1751–1760: Charles Watson-Wentworth, II marchese di Rockingham
- 1752–1760: George Coventry, VI conte di Coventry
- 1752–?: James Carmichael, III conte di Hyndford
- 1753–1760: Hugh Percy, I conte di Northumberland
- 1755–1760: Peregrine Bertie, III duca di Ancaster e Kesteven
- 1755–1760: William Capell, IV conte di Essex
- 1755–1760: George Walpole, III conte di Orford
- 1756–?: John Hobart, II conte di Buckinghamshire

## Gentlemen of the Bedchamber di Federico, principe di Galles (1729–1751)
- 1729–1731: John Ashburnham, I conte di Ashburnham
- 1729–1742: Henry Brydges, marchese di Carnarvon
- 1729–1730: Lord Charles Cavendish
- 1729–1751: Harry Paulet, IV duca di Bolton
- 1730–1733: Charles Bennet, II conte di Tankerville
- 1730–1751: Francis North, IV barone Guilford
- 1731–1749: Charles Calvert, V barone Baltimore
- 1733–1738: William Villiers, III conte di Jersey
- 1738–1751: Charles Douglas, III duca di Queensberry
- 1742–1743: George Montagu-Dunk, II conte di Halifax
- 1742–1745: Edward Bligh, II conte di Darnley
- 1744–1751: William O'Brien, IV conte di Inchiquin
- 1747–1750: Arthur St Leger, III visconte Doneraile
- 1748–1751: John Perceval, II conte di Egmont
- 1749–1751: Lord Robert Manners-Sutton
- 1750–1751: John Stuart, III conte di Bute

## Gentlemen of the Bedchamber di Giorgio III del Regno Unito (1760–1820)
- 1760–1765: Peregrine Bertie, III duca di Ancaster e Kesteven
- 1760–1761: Robert Montagu, III duca di Manchester
- 1760–1762: Charles Watson-Wentworth, II marchese di Rockingham
- 1760–1761: Thomas Belasyse, I conte Fauconberg
- 1760–1762: Henry Clinton, IX conte di Lincoln
- 1760–1762: John Ashburnham, II conte di Ashburnham
- 1760–1766: Francis Seymour-Conway, VIII conte di Hertford
- 1760–1770: George Coventry, VI conte di Coventry
- 1760–1761: John Carmichael, III conte di Hyndford
- 1760–1762: Hugh Percy, II conte di Northumberland
- 1760–1761 & 1782–1799: William Capell, IV conte di Essex
- 1760–1782: George Walpole, III conte di Orford
- 1760–1767: John Hobart, II conte di Buckinghamshire
- 1760–1763: Thomas Thynne, III visconte Weymouth
- 1760–1764: James Brydges, marchese di Carnarvon
- 1760: Henry Dawnay, III visconte Downe
- 1760–1763: William Pulteney, visconte Pulteney
- 1760–1782: Lord Robert Bertie
- 1760–1776: Thomas Brudenell-Bruce, II barone Bruce
- 1760–1789: William Douglas, conte di March
- 1760–1767: Alexander Montgomerie, X conte di Eglinton
- 1761–1806?: Charles Lennox, III duca di Richmond
- 1761–1762: George Lee, III conte di Lichfield
- 1761–1763 & 1770–1780: Henry Herbert, X conte di Pembroke
- 1761–1790: Edward Harley, IV conte di Oxford e conte Mortimer
- 1762-?: Samuel Masham, II barone Masham
- 1762–1765 & 1768–1780: Frederick St John, II visconte Bolingbroke
- 1763–1781: George Fermor, II conte di Pomfret
- 1763–?: John Peyto-Verney, XIV barone Willoughby de Broke
- 1763–1770: George Montagu, IV duca di Manchester
- 1763–1800: Basil Feilding, VI conte di Denbigh
- 1765–1765: Charles Cornwallis, II conte Cornwallis
- 1767–1796: John Ker, III duca di Roxburghe
- 1767–1768: Norborne Berkeley, IV barone Botetourt
- 1769–?: George Villiers, IV conte di Jersey (extra)
- 1776–1777: Francis Osborne, marchese di Carmarthen
- 1777–1802: Henry Belasyse, II conte Fauconberg
- 1777–1812: George Finch, IX conte di Winchilsea
- 1777–1783: Heneage Finch, IV conte di Aylesford
- 1780–1814: George Onslow, IV barone Onslow (poi Conte di Onslow)
- 1780–1820: Frederick Irby, II barone Boston
- 1782–1803: George Pitt, I barone Rivers
- 1783–1806: John Stewart, VII conte di Galloway
- 1789–1795: John West, IV conte De La Warr
- 1790–1815: Thomas Noel, II visconte Wentworth
- 1795–1819: John Poulett, IV conte Poulett
- 1797–?: George Parker, IV conte di Macclesfield
- 1799–?: John Somerville, XV lord Somerville
- 1800–1810: John Sydney, II visconte Sydney
- 1802–? & 1804–1813: William Amherst, II barone Amherst
- 1803–? George Nugent, VII conte di Westmeath
- 1804–1819: George Pitt, II barone Rivers
- 1804–1812: Charles Perceval, II barone Arden
- 1804–?: Alleyne FitzHerbert, I barone St Helens
- 1812–1820: James Murray, I lord Glenlyon
- 1812–1820: Charles Stanhope, IV conte di Harrington

## Gentlemen of the Bedchamber di Giorgio, principe di Galles, poi re Giorgio IV del Regno Unito (1780–1830)
- 1780–1784: James Stopford, II conte di Courtown
- 1780–1781: Lord John Pelham-Clinton
- 1780–?: George Parker, visconte Parker
- 1782–1783: George Legge, visconte Lewisham
- 1783–1796: Peniston Lamb, I visconte Melbourne
- 1784–1795: George Ashburnham, visconte St Asaph
- 1789–?: William Fortescue, I conte di Clermont
- 1814–1830: Charles William Vane, III marchese di Londonderry
- 1819–1821: James Duff, IV conte Fife
- 1820–1825: Frederick Irby, II barone Boston
- 1820–1823 & 1829–1830: William Amherst, I conte Amherst
- 1820–1829: Charles Stanhope, IV conte di Harrington
- 1820–1830: James Murray, I barone Glenlyon
- 1826–1830: Charles Gordon, lord Strathavon
- 1827–1830: James Duff, IV conte Fife
- 1828–1830: Henry Greville, III conte di Warwick
- 1829–1830: Richard Curzon-Howe, I conte Howe

## Gentlemen of the Bedchamber di Guglielmo IV del Regno Unito (1830–1837)
- 1830–1835 & 1835–1837: James Duff, IV conte Fife
- 1830–?: Lord James O'Brien
- 1830–1831: George Rawdon-Hastings, II marchese di Hastings
- 1830–1833: William Feilding, VII conte di Denbigh
- 1830–1831: John Waldegrave, VI conte Waldegrave
- 1830–?: William Napier, IX lord Napier
- 1830–1837: George Byron, VII barone Byron
- 1830–1837: Lucius Cary, X visconte Falkland
- 1831–?: Archibald Acheson, II conte di Gosford
- 1831–1835 & 1835–1837: Charles Douglas, VI marchese di Queensberry
- 1831–1835 & 1836–1837: Thomas Powys, III barone Lilford
- 1832–1837: Henry Flower, IV visconte Ashbrook
- 1832–?: John Elphinstone, XIII lord Elphinstone
- 1833–1837: Lord Adolphus FitzClarence
- 1834–1835 & 1835–1837: George Byng, VII viscongte Torrington
- 1834–?: Alan Gardner, III barone Gardner
- 1834–1837: William Bury, lord Tullamore
- 1834–1837: Lord Ernest Brudenell-Bruce
- 1834–1837: George Holroyd, II conte di Sheffield
- 1835–1837: James Grimston, I conte di Verulam
- 1835–1837: Philip Sidney, I barone De L'Isle e Dudley
- 1835–1837: John Townshend, III visconte Sydney
- 1835–1837: George Douglas, XVII conte di Morton
- 1835–1837: Thomas Taylour, II marchese di Headfort
- 1835–1837: Arthur Chichester, I barone Templemore
- 1836–1837: Lord John Gordon

## Francia
Il termine 'gentleman of the bedchamber' è trasposizionato in francese nel Gentilhomme de la Chambre, che ricopre gli incarichi del Gran Ciambellano di Francia durante la sua assenza dalla corte.